# Crooks & Straights
Crooks & Straights är en country-grupp från Rijeka i Kroatien. Den musikaliska genre som de spelar kan bäst beskrivas som en kombination av traditionell honky-tonk och western swing.

## Historia
Bandets ursprung går tillbaka till oktober 1999 då "Crooks & Straights" grundades av Damir Matković och Mladen Srića. Damir Matković spelade i den instrumentala jazzrockgruppen Anonymus. Mladen Srića spelade i popbanden Grafiti och VAMP.
"Crooks & Straights" första line-up bildades efter Damir Matković hade bjudit in Aleksandar Grmaš på akustisk gitarr och Joško Serdarević på trummor för att gå med i gruppen och Mladen Srića gjorde samma sak med Siniša Katalinić på elgitarr och Gorana Cehic på fiol. Det mest kända namnet var utan tvekan Joško Serdarević, medlem av popgrupper som Vrijeme i Zemlja och Xenia.

### Första fasen
Innan "Crooks & Straights" kunde göra sin debut på scenen, lãmnade Siniša Katalinić bandet. Han ersattes med Robert Bradičić, som en gång spelat i VAMP tillsammans med Mladen Srića.  Med medlemmarna Bradičić, Čehić, Grmaš, Matković, Serdarevć och Srića debuterade "Crooks & Straights" på scenen i "River Pub" i Rijeka,  januari 2001. Bandet började sedan spela inte bara i Kroatien, men också utomlands, till att börja med på arenor i Italien och Slovenien.
Efter ett antal konserter både i Kroatien och utomlands, hade bandet sin skivdebut på samlingsalbumet "International Country Music Sampler", som slãpptes oktober 2002 av Comstock Records, ett oberoende skivbolag från Fountain Hills, Arizona, USA. Låten "Crooks & Straights" var representerade med var Melvin Endsleys standard "Singing the Blues".

### Första albumet
2002 och första halvåret 2003 valdes och inspelades material som skulle befinna sig på första albumet. Arbetet med detta album innebar en övergång till egna kompositioner, så bland det inspelade materialet fanns nu fyra egna låtar. Resten var fylld med egna arrangemang av amerikanska country-låtar, bland dem särskilt den redan nämnda "Singing the Blues.
Men lanseringen av det första albumet avstannade eftersom Aleksandar Grmaš beslutat att lämna bandet i slutet av 2003. Dessutom var bandets verksamhet inte precis hjälpt av det faktum att under tiden gifte sig Gorana Čehić med sin italienska pojkvän och flyttade till Italien. Dock förblev hon i bandet. I början av 2004 beslutade "Crooks & Straights" att det var deras prioritet att först hitta en ersättare för Aleksandar Grmaš. Därför försenades släppet av första albumet. Ersättningen hittades i Sandra Mladenić som på den tiden var en av endast två musiker i Kroatien spelade pedal steel guitar.
"Crooks & Straights" uppnådde sin största framgång hittills då bandet vann den 23:e upplagan av musiktävlingen "Picnic Country - Europa Contest", som hölls i Mrągowo, Polen, från 23 till 25 juli 2004. Denna seger bidrog väsentligt till att öppna dörren till europeiska scener och inbjudningar till livekonserter började snart att strömma in från hela kontinenten, mest för att delta på stora countrymusik-musikfestivaler.
Efter förhandlingar med tre potentiella skivbolag, valde bandet "Dancing Bear Records", ett stort bolag från Zagreb. Albumet, med titeln So Little Left To Say, släpptes i juni 2005.

### Andra albumet
Omedelbart före festivalen i Polen, hade Gorana Čehić meddelat att hon var gravid och gruppen befann sig återigen i en situation där de var tvungna att leta efter en ersättare. Joško Serdarević hittade Nataša Veljak, en sjuttonårig violinist från en av de mest kända musikaliska familjer i Rijeka. Gorana Čehić insisterade på att stanna kvar i gruppen, så Nataša Veljak anlitades endast som en tillfällig stand-in.
Snart började gruppen spela in låtar till nya albumet och trenden att skriva sina egna kompositioner togs ett steg längre. Det var nu som originaltitlar skulle utgöra mer än hälften av det totala material. Mot slutet av 2006, bestämde sig Gorana Čehić, främst av familjeskäl, att lämna bandet, denna gång för gott. Så Nataša Veljak inbjöds återigen, denna gång på permanent basis.
Det andra albumet släpptes i maj 2007, återigen på "Dancing Bear Records", och med titeln Just One Thing. Albumet presenterade ett antal gästartister, bland dem många musiker för vilka detta var den första närkontakt med countrymusik. Mest kända namn var Damir Halilić Hal på akustisk sologitarr, Meri Trošelj, känd sångare och låtskrivare från Rijeka, Ivona Maričić och Alba Nacinovich som vokalister, samt Tomi Grašo på pedal steel guitar.

### Tredje albumet
Sandra Mladenić slutade i bandet oktober 2013. Ana Horvat övertog som sångare och bandet började spela in ett nytt album. Ett antal musiker utanför bandet anslöt sig åter som gäster. På tredje albumet uppträder popsångerskan Damir Kedžo, den gamle vän Tomi Grašo från Sydney på pedal steel guitar och jazz-keyboardisten Zvjezdan Ružić. "Crooks & Straights" bestämde sig för att släppa sitt tredje album på egen hand. Det här albumet kom ut i juni 2015 med titeln Way out of Town.

## Medlemmar
Nuvarande medlemmar
- Damir Matković – keyboard, sång (1999– )
- Mladen Srića – basgitarr, sång (1999– )
- Joško Serdarević – trummor (1999– )
- Robert Bradičić – gitarr, sång (2000– )
- Petra Onderufova – violin (2016– )
- Mirna Škrgatić – sång (2016– )

Tidigare medlemmar
- Siniša Katalinić – gitarr (1999–2000)
- Aleksandar Grmaš – akustisk gitarr (1999–2003)
- Gorana Čehić – violin (1999–2006)
- Sandra Mladenić – pedal steel guitar (2003–2013)
- Nataša Veljak – violin, bakgrundssång (2006–2016)
- Ana Horvat – sång (2013–2016)

## Diskografi
Studioalbum
- So Little Left To Say (2005)
- Just One Thing (2007)
- Way out of Town (2015)